# الأتراك في إسبانيا
الأتراك في إسبانيا (بالتركية: İspanya'daki Türkler)‏ هم الأتراك الذين يعيشون في إسبانيا والمواطنون الإسبان من أصل تركي .
وتعد إسبانيا إحدى الدول التي يهاجر فيها الأتراك بشكل أقل في أوروبا . الأتراك الذين يعيشون في إسبانيا يعيشون بشكل رئيسي في كاتالونيا (خاصة برشلونة ). ومن هناك، يعيشون في منطقة الحكم الذاتي في مدريد ومنطقة بلنسية (خاصة في لقنت ). كما توجد مجموعات صغيرة تعيش في منطقة الأندلس وجزر البليار .